# Svenska bok- och mediemässan
Svenska bok- och mediamässan (även kallad Alternativa bokmässan) var en mässa arrangerad av Per Björklund, Nina Drakenfors och Jan Sjunnesson.
Mässan ordnades första gången 2020 då tidskriften Nya tider blev portad från Bokmässan i Göteborg, och samlar många representanter från högernationalistiska alternativmedier. Platsen för mässan hålls hemlig och meddelas bara till de som köpt biljett.
År 2022 var Lennart Matikainen mässans officiella talesperson. Bland medverkande talare fanns bland annat Gösta Walin, Lars Bern, Jan Blomgren, Rasmus Paludan, Gustaf Kasselstrand, Katerina Janouch och Roger Richthof, samt medier som Swebbtv, Exakt24 och Svenska morgonbladet.
Senast den arrangerades offentligt var 7 oktober 2023.